# Saint-Lazare (Marsiglia)
Saint-Lazare è un quartiere di Marsiglia situato nel III arrondissement. All'interno dei suoi confini si trovano la Porte d'Aix, la chiesa di San Lazzaro e il campus dell'Università di Aix-Marseille.